# Napenay
Napenay är en ort i Argentina.   Den ligger i provinsen Chaco, i den norra delen av landet, 900 km norr om huvudstaden Buenos Aires. Napenay ligger 97 meter över havet och antalet invånare är 3 056.
Terrängen runt Napenay är mycket platt. Närmaste större samhälle är Presidencia Roque Sáenz Peña, 18,6 km öster om Napenay.
Trakten runt Napenay består till största delen av jordbruksmark. Runt Napenay är det ganska tätbefolkat, med 65 invånare per kvadratkilometer.